# Konzell

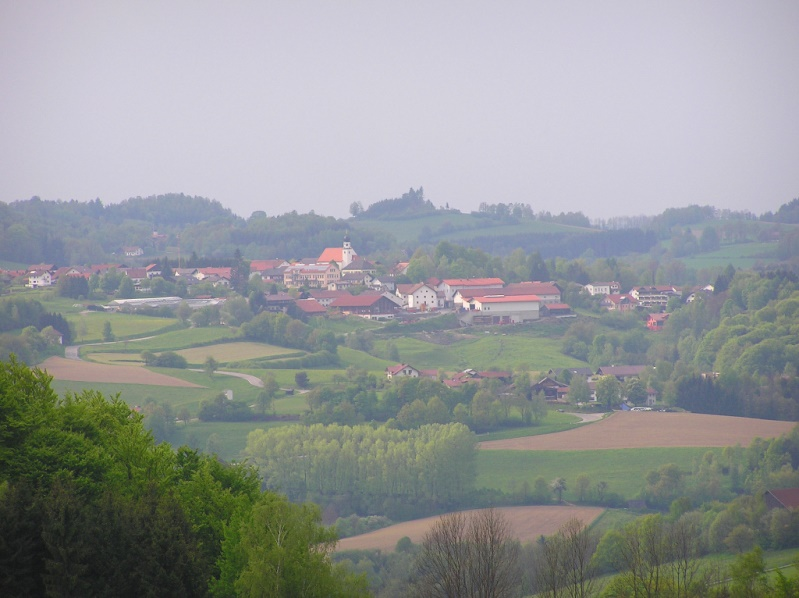
Ortsbild von Konzell

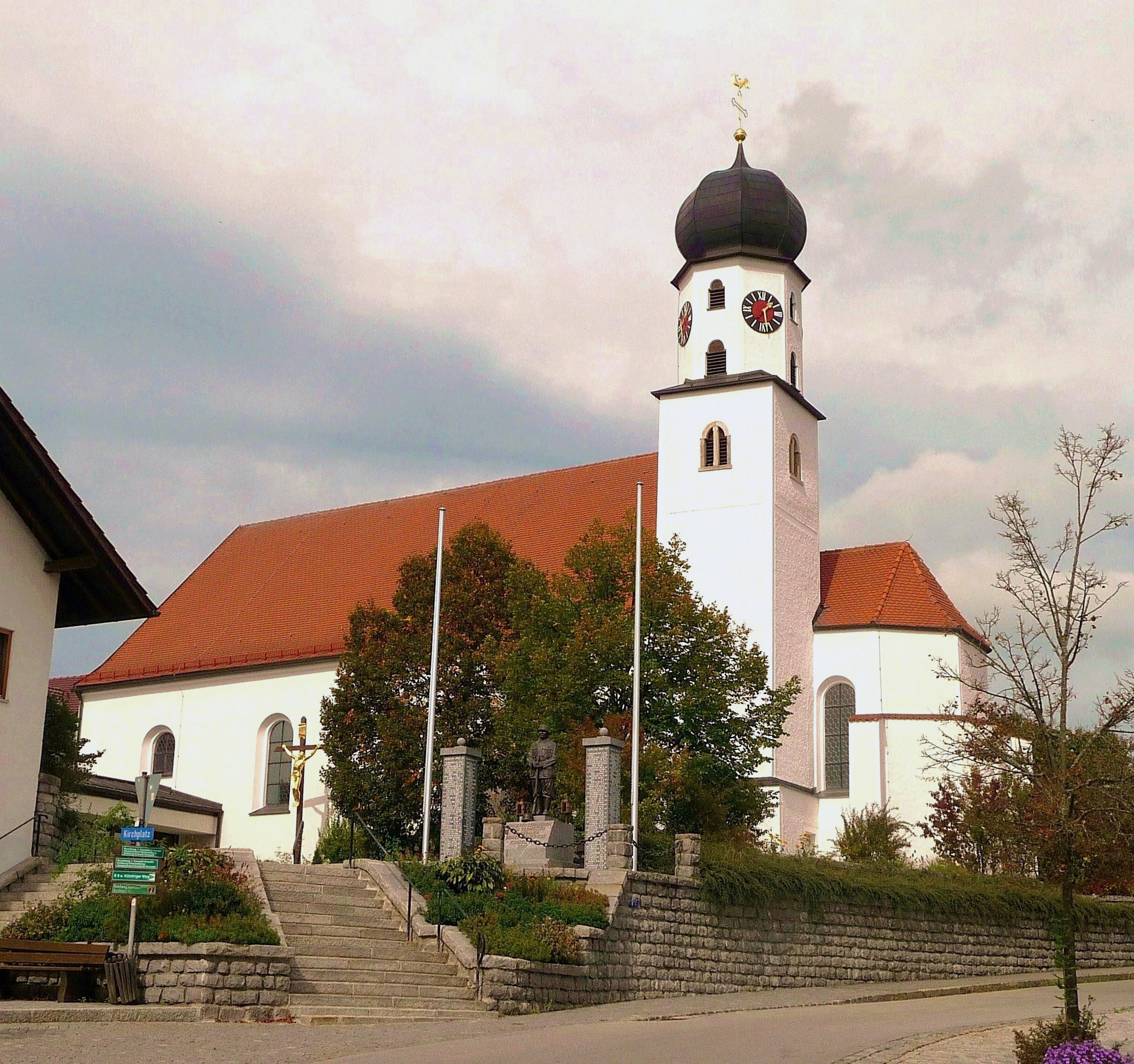
Die Pfarrkirche St. Martin

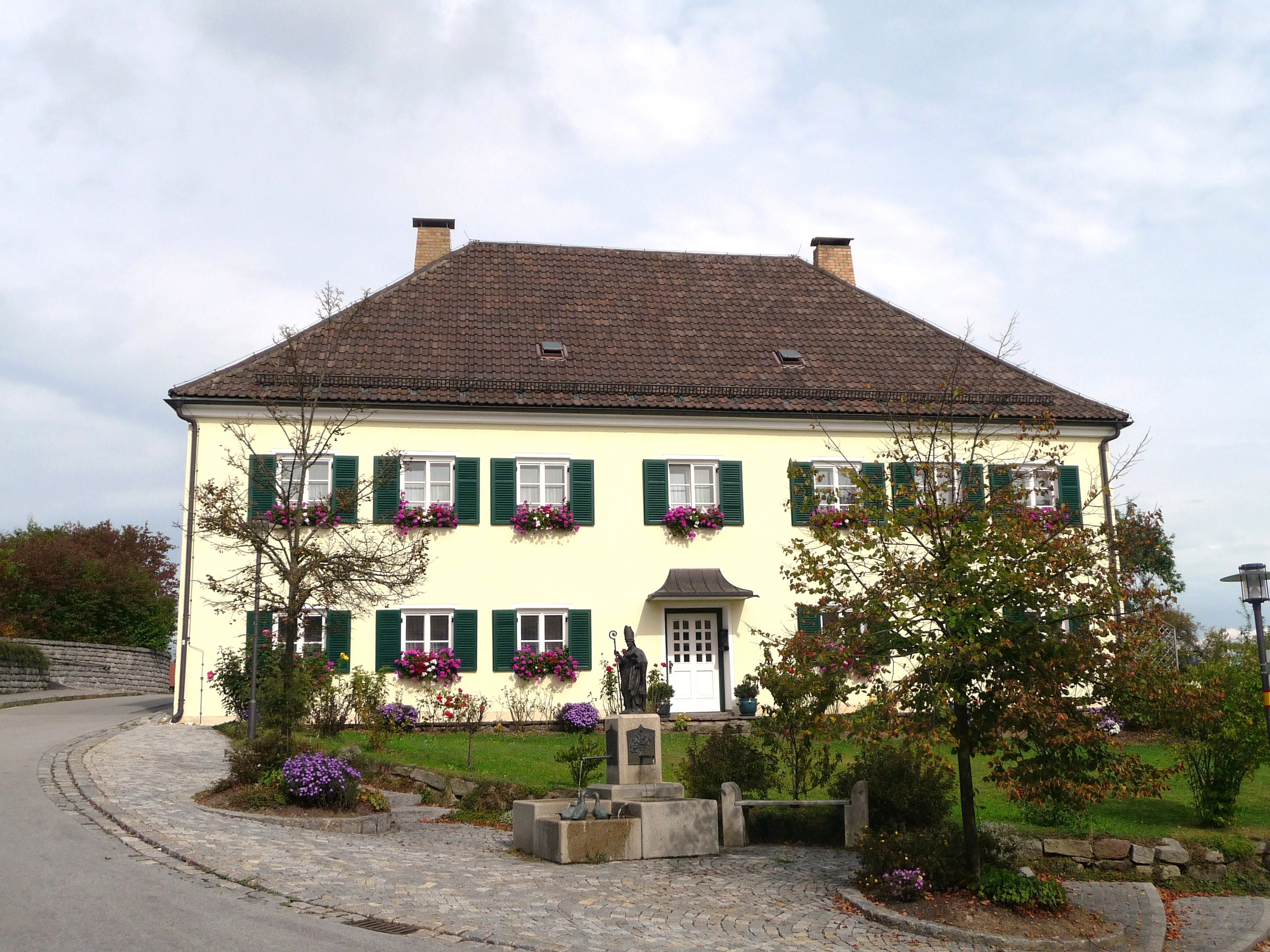
Der Kirchplatz mit dem Pfarrhof

Konzell ist eine Gemeinde im niederbayerischen Landkreis Straubing-Bogen. Das gleichnamige Pfarrdorf ist Sitz der Gemeindeverwaltung.

## Geografie
Die Gemeinde liegt in der Region Donau-Wald im Bayerischen Wald. Der höchste Punkt der Gemeinde befindet sich auf 710 m ü. NHN, der tiefste auf 435 m ü. NHN an der südlichen Gemeindegrenze der St 2140.

### Gewässer
Im Gemeindeteil Menhaupten entspringt die Menach, diese fließt nach Süden zu Kinsach und Donau und entwässert gemeinsam mit ihren Zuflüssen etwa 10,7 Quadratkilometer im Süden des Gemeindebereiches. Etwa 5,1 km2 im Westen des Gemeindebereiches werden über Kinsach-Zuflüsse entwässert und der Norden mit etwa 10,9 km2 fließt in Zuflüsse des Regens.

### Berge
Der Gallner Berg im Süden, westlicher Gipfel des Gallner, und der Kramerschopf im Osten sind mit jeweils 710 Metern die höchsten Erhebungen. Im Norden erhebt sich der Himmelberg mit 680 Metern.

### Gemeindegliederung
Es gibt 59 Gemeindeteile:
- Aign
- Artlsöd
- Auggenbach
- Bleichhaus
- Blumern
- Buchstauden
- Burgstadl
- Denkzell
- Eckstahl
- Forsting
- Gallner
- Geiersberg
- Glasbrunn
- Gossersdorf
- Großhöfling
- Großwieden
- Gsang
- Hadergrub
- Hadermühl
- Haid
- Haiderhof
- Hintergrub
- Hochfeld
- Hochholz
- Hof
- Hofen
- Höllhof
- Holzhaus
- Ichenberg
- Ichendorf
- Irlberg
- Kasparzell
- Kleinbruck
- Kleinhöfling
- Kleinmenach
- Kleinmenhaupten
- Kleinwieden
- Kölburg
- Konzell
- Konzell-Süd
- Kreut
- Kumpfmühl
- Kuniskofen
- Menhaupten
- Pöslasberg
- Punzendorf
- Reiben
- Rettenbach
- Riemersdorf
- Röhrmühle
- Scheibelsried
- Sicklasberg
- Sonnberg
- Stocka
- Stockhaus
- Streifenau
- Viertl
- Waldmenach
- Weiher

Es gibt die Gemarkungen Auggenbach, Gossersdorf und Konzell.

## Geschichte
Konzell gehörte zum Rentamt Straubing und zum Landgericht Mitterfels des Kurfürstentums Bayern. Im Zuge der Verwaltungsreformen in Bayern entstand mit dem Gemeindeedikt von 1818 die heutige Gemeinde.
Der Gemeindeteil Denkzell hat im Jahre 1995 als Bundessieger den Wettbewerb „Unser Dorf soll schöner werden“ als „Schönstes Dorf Deutschlands“ gewonnen.

### Eingemeindungen
Bereits 1927 wurde Auggenbach eingemeindet. Im Zuge der Gebietsreform in Bayern wurden am 1. Januar 1977 Gebietsteile der aufgelösten Gemeinde Landorf eingegliedert und am 1. Mai 1978 die Gemeinde Gossersdorf.

### Einwohnerentwicklung
Im Zeitraum 1988 bis 2018 wuchs die Gemeinde von 1720 auf 1768 um 48 Einwohner bzw. um 2,8 %. Am 31. Dezember 2007 zählte Konzell 1845 Einwohner.
| Jahr          | 1961 | 1970 | 1987 | 1991 | 1995 | 2000 | 2005 | 2010 | 2015 | 2020 |
| ------------- | ---- | ---- | ---- | ---- | ---- | ---- | ---- | ---- | ---- | ---- |
| Einwohnerzahl | 1781 | 1707 | 1751 | 1777 | 1749 | 1759 | 1816 | 1779 | 1820 | 1812 |

## Politik

### Bürgermeister
Erster Bürgermeister seit 2020 ist Hans Kienberger (CSU/CW). Dessen Vorgänger war ab 2014 Fritz Fuchs (SPD/Unabhängige Bürger), der Michael Kienberger (CSU) nach zwei Amtsperioden ablöste.

### Gemeinderat
Der Gemeinderat besteht aus 12 Mitgliedern, die seit der letzten Kommunalwahl 2020 folgende Sitzverteilung haben:
| Partei/Wählergruppe                | %    | Sitze |
| ---------------------------------- | ---- | ----- |
| CSU/Christliche Wählergemeinschaft | 34,8 | 4     |
| SPD/Unabhängige Bürger             | 26,3 | 3     |
| Unabhängige Wählergemeinschaft     | 21,8 | 3     |
| Freie Wähler                       | 17,1 | 2     |
| Wahlbeteiligung                    | 79,5 |       |

### Wappen
| Wappen von Konzell | Blasonierung: „In Blau über schräg gekreuztem silbernem Schlüssel und goldenem Abtstab ein goldenes Mühlrad.“ |
| Wappen von Konzell | Wappenbegründung: Die Symbole Schlüssel und Abtstab sind aus dem Wappen des Klosters Oberalteich übernommen, das 1225 von den Grafen von Bogen das Patronatsrecht über die Kirche in Konzell übertragen bekam und dies bis 1803 innehatte. Das heraldisch stilisierte Mühlrad ist das Abzeichen der Familie von Perlaching, die im 16. Jahrhundert die Hofmarksherrschaft in Konzell innehatte. Das Emblem steht stellvertretend für die Reihe der Adligen, die seit dem Spätmittelalter vor Ort Grundherrschaft und Niedergericht ausübten, nachdem Konzell mit dem Erbe der Grafen von Bogen an die Wittelsbacher gekommen war. Dieses Wappen wird seit 1975 geführt. |

## Kultur und Sehenswürdigkeiten
Die Pfarrkirche St. Martin wurde 1740 auf der Grundlage eines gotischen Vorgängerbaus errichtet. Das Jahr 1832 brachte eine Erhöhung des Chores und den Bau einer neuen Sakristei an der Nordseite. Diese wurde bei einer Renovierung in den Jahren 1975 bis 1977 wieder entfernt und durch eine neue Sakristei an der Südwestseite ersetzt. Die Kirche enthält einen Taufstein aus dem 13. Jahrhundert. Der kleine Hochaltar entstand im Stil des Rokoko in der Mitte des 18. Jahrhunderts, die Seitenaltäre sind Werke der Spätrenaissance um 1650.

## Wirtschaft und Infrastruktur

### Wirtschaft einschließlich Land- und Forstwirtschaft
Es gab im Jahr 2020 nach der amtlichen Statistik im produzierenden Gewerbe 945, im Bereich Handel und Verkehr 124 und in sonstigen Wirtschaftsbereichen 67 sozialversicherungspflichtig Beschäftigte am Arbeitsort. Sozialversicherungspflichtig Beschäftigte am Wohnort gab es insgesamt 781. Im verarbeitenden Gewerbe gab es sechs, im Bauhauptgewerbe fünf Betriebe. Zudem bestanden im Jahr 2016 42 landwirtschaftliche Betriebe mit einer landwirtschaftlich genutzten Fläche von 1350 ha, davon waren 404 ha Ackerfläche und 937 ha Dauergrünfläche.
Bereits im 17. Jahrhundert wurde der heutige Klett-Bräu gegründet.

### Bildung
Es gibt folgende Einrichtungen (Stand 2021):
- ein Kindergarten: 93 Kindergartenplätze mit 71 betreuten Kindern
- eine Grundschule: vier Lehrkräfte, 68 Schülerinnen und Schüler

### Verkehr
An der ab Bogen stillgelegten Bahnstrecke Straubing–Miltach gab es Stationen in Konzell Süd und Konzell-Steifenau.

## Persönlichkeiten
- Engelbert Vischer (1647–1723), Abt des Klosters Aldersbach
- Johann Kaspar Thürriegel (1722–1800), preußisch-französischer Spion und Kolonistenwerber in spanischen Diensten

## Orakel von Konzell
2006 wurde Konzell deutschlandweit bekannt, nachdem zur Fußball-WM 2006 eine Korrelation des Kirchweihsonntags mit bisherigen WM-Titeln Deutschlands entdeckt wurde. Hierbei handelt es sich um einen trypischen Fall von Overfitting. Entsprechend endete die Korrelation auch 2006, als Italien Weltmeister wurde.